# Cesare Pascucci
Cesare Pascucci, all'anagrafe Giuseppe Cesare Pascucci (Roma, 1841 – Roma, 1919), è stato un compositore e direttore d'orchestra italiano.

## Biografia
Cesare Pascucci nacque a Roma da Filippo, impiegato presso la Tipografia Camerale e da Caterina dei Conti Celli. Sin da piccolo mostrò una particolare dote ed interesse per la musica, ma il padre, che aveva già indirizzato il primogenito Giovanni Battista in questo campo, avrebbe preferito vederlo impegnato in altri studi.
A soli sedici anni conseguì con lode il diploma di professore di canto e a vent'anni ottenne il grado di professore organista. Nel 1867 si diplomò a pieni voti in qualità di maestro compositore, studiando nel frattempo i classici antichi e moderni. 
La sua prima opera La breccia di Porta Pia del 1873 riscosse un buon successo, tanto da venir replicata da vari artisti. L'anno seguente il maestro Settimio Battaglia gli affidò l'incarico di comporre il San Tommaso per la sua celebrazione presso L'Arcadia. In soli tre giorni Pascucci compose l'opera e l'Arcadia gli conferì la nomina di Arcade dopo aver scritto il San Bonaventura, Petrarca e La Passione di Cristo.
Nel 1877 mise in scena la sua prima opera teatrale al Teatro Argentina di Roma, Il Prognosticante fanatico. Anch'essa venne accolta positivamente dal pubblico benché la sua fama risulterà poi piuttosto effimera. Nel biennio 1878-1879 si recò a Livorno per eseguire nuovamente La Passione di Cristo.
Sempre nel 1879 si concretizzò sempre di più la sua fama e gli venne conferita dal ministro Coppino, su proposta del re Umberto I di Savoia, la Croce dell'Ordine di Cavaliere della Corona d'Italia per aver scritto la danza Evviva il Re - Un saluto alla Regina accompagnata da un eccellente gradimento.
Alla fine del decennio successivo collaborò con Pippo Tamburri per le sue operette.
Infine nei primi anni del Novecento compose le sue ultime opere, Il De Profundis e Ersilia, guadagnandosi la nomina come Socio Onorario presso la Società Filarmonica Livornese.